# ژرژ کپنکیان
ژرژ کپنکیان (ارمنی: Ժորժ Քեփենեկյան; فرانسوی: Georges Képénékian‎؛ زادهٔ ۹ اوت ۱۹۴۹ در لیون) سیاستمدار ارمنی‌تبار اهل فرانسه است. کپنکیان عضو حزب سوسیالیست می‌باشد و از ۱۷ ژوئیه ۲۰۱۷ شهردار لیون می‌باشد. وی همچنین برندهٔ جوایزی همچون لژیون دونور (شوالیه) شده‌است. وی متأهل و صاحب سه فرزند است.